# Густав фон Ферст
Густав Фрідріх «Фріц» Юліус фон Ферст (нім. Gustav Friedrich «Fritz» Julius von Vaerst; 19 квітня 1894, Майнінген — 10 жовтня 1975, Штокгайм) — німецький воєначальник, генерал танкових військ (березень 1943). Кавалер Лицарського хреста Залізного хреста.

## Біографія
Син професора Мюнхенського університету Густава фон Ферста і його дружини Еммеліни Гак. 15 липня 1912 року вступив фанен-юнкером в імперську армію. Учасник Першої світової війни. Після війни продовжив службу в рейхсвері. Брав участь в анексії Австрії.
На початку Другої світової війни Ферст був командиром 2-ї стрілецької бригади 2-ї танкової дивізії. Учасник Польської, Французької, Балканської і Північно-Африканської кампаній. З 7 грудня 1941 року — командир 15-ї танкової дивізії. Прибув у Африканський корпус 17 грудня і командував дивізією до поранення 28 травня 1942 року, в серпні, після лікування, повернувся до командування дивізією. З 31 серпня до 17 вересня 1942 року — в.о. командира Африканського корпусу. В кінці листопада 1942 року Ферст тяжко захворів і повернувся в Німеччину. Після лікування прийняв командування 5-ю танковою армією. 9 травня 1943 року здався в полон. Спочатку утримувався в США, потім був переведений у Велику Британію.
В 1947 році звільнений з полону, повернувся в Німеччину і вийшов на пенсію. Відіграв важливу роль у відновленні Червоного хреста в Штокгаймі.

## Сім'я
30 серпня 1925 року одружився з баронесою Любою Геленою Елізою Матільдою Емілією Астрою фон Свайне. В шлюбі народились син і 3 дочки.

## Звання
- Фанен-юнкер (15 липня 1912)
- Фанен-юнкер-унтер-офіцер (17 грудня 1912)
- Фенріх (22 березня 1913)
- Лейтенант (17 лютого 1914) — патент від 21 лютого 1912 року.
- Обер-лейтенант (18 квітня 1917)
- Ротмістр (1 червня 1924)
- Майор (1 лютого 1934)
- Оберст-лейтенант (1 серпня 1936)
- Оберст (1 березня 1939) — патент від 1 серпня 1937 року.
- Генерал-майор (1 вересня 1941)
- Генерал-лейтенант (1 грудня 1942)
- Генерал танкових військ (1 березня 1943)

## Нагороди

### Перша світова війна
- Залізний хрест
  - 2-го класу (25 вересня 1914)
  - 1-го класу (24 грудня 1916)
- Хрест «За вірну службу» (Шаумбург-Ліппе) (29 листопада 1914)
- Хрест «За заслуги у війні» (Саксен-Мейнінген) (30 травня 1915)

### Міжвоєнний період
- Почесна шабля за хорошу стрільбу з карабіна (6 грудня 1929)
- Письмова подяка від генерала піхоти барона Курта фон Гаммерштайн-Екворда за хорошу стрільбу з карабіна (3 грудня 1930)
- Почесний хрест ветерана війни з мечами
- Медаль «За вислугу років у Вермахті» 4-го, 3-го, 2-го і 1-го класу (25 років) (2 жовтня 1936) — отримав 4 медалі одночасно.
- Медаль «У пам'ять 13 березня 1938 року» (8 листопада 1938)

### Друга світова війна
- Застібка до Залізного хреста 2-го і 1-го класу
- Лицарський хрест Залізного хреста (30 липня 1940)
  - 19 січня 1942 року був представлений до нагородження дубовим листям до Лицарського хреста, але пропозиція була відхилена.
- Нагрудний знак «За танкову атаку» в сріблі
- Нагрудний знак «За поранення» в чорному (26 травня 1942)
- Нарукавна стрічка «Африка»